# Rostkovia tristanensis
Rostkovia tristanensis là một loài thực vật thuộc họ Juncaceae. Loài này có ở Tristan da Cunha. Môi trường sống tự nhiên của chúng là vùng cây bụi cận Nam cực.